# Zakazanka (przystanek kolejowy)
Zakazanka (biał. Заказанка; ros. Заказанка) – przystanek kolejowy w miejscowości Zakazanka, w rejonie brzeskim, w obwodzie brzeskim, na Białorusi.
Przed II wojną światową istniała w tym miejscu mijanka.